# 鈴木和幸
鈴木 和幸（すずき かずゆき、1950年（昭和25年） - ）は日本の信頼性工学者である。電気通信大学特任教授、同大名誉教授。

## 経歴および賞歴
1974年に電気通信大学を卒業した後、東京工業大学に進学した。当時の電気通信大学の大学院には博士後期課程がなかった(1987年設置)。1979年に東京工業大学大学院博士課程で工学博士の学位を取得した。1979年に東海大学の講師に就任し、同大准教授を経て、1990年に電気通信大学電子情報学科助教授に就任した。2000年より電気通信大学教授、2010年の国立大学の大学院大学化に伴い、同大学院情報理工学研究科教授となった。2016年の定年退職の後、電気通信大学大学院情報理工学研究科特任教授に就任し、現在に至る。また同年、電気通信大学より名誉教授の称号も授与されている。
Technometrics誌に掲載された論文に対して、1999年に米国統計協会より、1998 Frank Wilcoxon Prize for Best Practical Application Paperを受賞。同賞初の日本人受賞者である。2014年には横断型基幹科学技術研究団体連合より木村賞、同年に日本科学技術連盟によるデミング賞本賞と、信頼性学会編纂の「新版信頼性ハンドブック」(同書編集委員長)に対して日経品質管理文献賞を受賞した。2017年にはIEEE Reliability Society, Japan Chapterから信頼性技術功績賞を受賞した。2019年には(一社)日本品質管理学会TQE特別委員会(同委員会委員長)として、日本統計学会より第15回日本統計学会統計教育賞を受賞した。
2009年から2011年まで(一社)日本品質管理学会の会長を務め、続く2012年から2014年まで日本信頼性学会の会長を務めた。2015年から2023年まで積水化学工業株式会社の監査役を務めた。